# Иоанн Лимбургский
Иоанн Ли́мбургский (Johannes de Limburgia, Johannes de Lymburgia), также Иоанн Французский (Johannes de Francia) — фламандский композитор XV века, работавший в Италии.

## Очерк биографии и творчества
Биографические данные практически отсутствуют. Происходил, вероятно, из фламандского Лимбурга. Работал в Италии во 2-й половине 1420-х и 1-й половине 1430-х гг., вероятно, в Падуе и Виченце.
Сохранилось более 40 произведений — преимущественно трёхголосных — в различных жанрах духовной музыки: части ординария мессы (Kyrie, Gloria etc.), обработки текстов проприя оффиция и мессы (5 магнификатов, гимны, интроит Salve sancta parens), мотеты (в том числе политекстовый Tu nephanda prodigi / Si inimicus meus / Emitat celum fulgura), лауды (на латинские тексты). Ряд произведений, которые сохранились анонимно, современные музыковеды приписывают Иоанну на основании стилистического анализа (например, мотеты Gaude flore virginali, Hec dies quam fecit Dominus, Salve vere gracialis, все трёхголосны). 
В технике многоголосной композиции Иоанн Лимбургский активно применял фобурдон — в Магнификате II тона, гимнах Ad cenam agni providi и Virginis proles opifexque matris, лауде Recordare frater pie и др. В организации звуковысотной системы придерживался стереотипов старомодальной гармонии, в том числе использовал готическую каденцию в том виде, как она установилась ещё в сочинениях периода Ars nova.

## Дискография
- Johannes de Lymburgia: Gaude felix Padua (CD, 2019)